# 中国宝安
中国宝安集团股份有限公司（英語：China Bao'an Group Co.,Ltd.；深交所：000009，简称：中国宝安）是中国广东省深圳市的一间于深圳证券交易所上市的公司。公司总股本9.59亿股（2006年2季度），总部位于中国深圳市笋岗东路宝安广场A座28-29层，现任董事长、总经理为陈政立。

## 历史沿革
公司前身为成立于1982年11月的宝安县联合投资公司，1991年6月1日改组为深圳市宝安企业（集团）股份有限公司，1991年6月25日在深圳证券交易所上市，上市首日开盘价4.3元。宝安集团是新中国第一批上市公司。在资本市场上曾连创成立新中国第一家股份制企业，发行新中国第一张股票、第一张可转换债券、第一张中长期认股权证等九项新中国第一。

### 宝延风波
1993年7月12日公司更名为中国宝安集团股份有限公司，同年9月因收购在上海证券交易所上市的延中实业而名声大噪，“宝延风波”是第一次引起广泛关注的在二级市场上进行的中国上市公司间股权收购，中国证监会经调查肯定了宝安及其关联方的收购有效，但同时对在收购过程中的违规行为作了处罚。1999年4月30日因追溯调整导致最近两年连续亏损，公司股票曾经被ST处理。

### 股权分置改革
2006年1月6日，公司公布股权分置改革对价方案，拟由公司向流通股东每10股转增1.38股，非流通股东向流通股东每10股送1.492股，该方案将于2006年11月6日至8日交股东大会表决。

### 监管处罚
2019年6月25日，宝安股东李松琴通过集中竞价增持宝安集团股票6,800,056股，增持后，李松强和李松琴兄妹二人合计持有中国宝安股票114,059,405股，占中国宝安已发行股份的5.31%，超过一致行动人5%限额。至2019年12月24日，兄妹才通过中国宝安披露《简式权益变动报告书》，且在上述信息披露前，李松琴仍买入中国宝安股份38,000股、卖出1,300股。2020年4月2日，深圳证监局作出“出具警示函”处罚。

## 公司业绩
- 1991年度，营业额：4.09亿、纯利：0.8亿、分红：每10股送2股派0.3元（含税）
- 1992年度，营业额：7.73亿、纯利：2.34亿、分红：每10股送3股派0.9元（含税）
- 1993年度，营业额：6.29亿、纯利：4.21亿、分红：每10股送7股派1.2元（含税）
- 1994年度，营业额：10.13亿、纯利：4.33亿、分红：每10股送2.5股派1元（含税）
- 1995年度，营业额：7.41亿、纯利：1.53亿、分红：每10股送0.5股派0.3元（含税）
- 1996年度，营业额：5.72亿、纯利：0.41亿、分红：每10股派0.2元（含税）
- 1997年度，营业额：7.14亿、纯利：337万、分红：不分配
- 1998年度，营业额：5.67亿、亏损：4.87亿、分红：不分配
- 1999年度，营业额：8.59亿、纯利：0.31亿、分红：不分配
- 2000年度，营业额：6.38亿、纯利：0.37亿、分红：不分配
- 2001年度，营业额：8.49亿、纯利：0.41亿、分红：不分配
- 2002年度，营业额：10.19亿、纯利：0.14亿、分红：不分配
- 2003年度，营业额：12.84亿、纯利：0.13亿、分红：不分配
- 2004年度，营业额：15.44亿、亏损：1.15亿、分红：不分配
- 2005年度，营业额：20.54亿、纯利：0.72亿、分红：不分配